# Massís de Randa
Massís de Randa este o arie protejată (arie de protecție specială avifaunistică — SPA) din Spania întinsă pe o suprafață de 2.142,06 ha, integral pe uscat.

## Localizare
Centrul sitului Massís de Randa este situat la coordonatele 39°31′02″N 2°57′36″E / 39.5172°N 2.9599°E.

## Înființare
Situl Massís de Randa a fost declarat arie de protecție specială avifaunistică în ianuarie 2019 pentru a proteja 4 specii de animale.

## Biodiversitate
Situată în ecoregiunea mediteraneană, aria protejată nu include niciun habitat protejat.
La baza desemnării sitului se află mai multe specii protejate de  păsări (4): șoim călător (Falco peregrinus), Hieraaetus fasciatus, gaia roșie (Milvus milvus), Ptyonoprogne rupestris.